# Zwölf Runden
Zwölf Runden (Originaltitel 12 Rounds) ist ein US-amerikanischer Actionfilm aus dem Jahr 2009. Regie führt Renny Harlin. Protagonist ist ein Profi-Wrestler der WWE, John Cena, an seiner Seite spielen außerdem Steve Harris, Ashley Scott, Gonzalo Menendez, Brian J. White und Taylor Cole.

## Handlung
Detective Danny Fisher verfolgt mit seinen Kollegen den fast unauffindbaren, international gesuchten Terroristen Miles Jackson. Nach einer spektakulären Verfolgungsjagd gelingt es Danny, den Gesuchten zu stellen. Bei dem Versuch zu entkommen wird dessen Freundin Erica getötet. Miles selber wird festgenommen und verurteilt.
Ein Jahr später entkommt Miles aus dem Gefängnis und sinnt auf Rache. Er entführt Dannys Freundin Molly und zwingt den Detective zu „12 Runden“ mit gefährlichen Spielen, die ihn durch ganz New Orleans führen. In Runde eins und zwei hatte Miles bereits Dannys Haus in die Luft gesprengt und sich Molly als Geisel genommen. In Runde drei soll Danny ein Mobiltelefon finden. Das gelingt ihm und er erhält so die Anweisung sich zu einer bestimmten Zeit bei einem Schließfach einfinden, dessen Standort er selbst herausfinden muss. Die fünfte Runde führt in ein Hotel, in welchem Danny Fotos von Molly findet und den Hinweis, dass Miles noch im Hotel wäre. Kurz darauf erhält er die Botschaft, dass er sich in Runde sechs entscheiden muss, ob er selbst oder einer seiner Polizeikollegen diese Runde überlebt. Danny gelingt es nicht, den Beamten zu retten und er bemüht sich, trotz dieser grausamen Folgen konzentriert zu bleiben.
Neben Danny ist auch das FBI Miles auf den Fersen. So durchkämmen sie das Hotel feinmaschig, finden aber nur den Hinweis für die siebte Runde, woraufhin Danny Molly findet, die von Miles mit einem Sprengsatz versehen wurde. Trotz der Unterstützung des FBI und einem Kommando von Scharfschützen gelingt es Miles mit Molly wieder zu entkommen. Für die nächste Runde hat Miles mehrere Sprengsätze in der Stadt verteilt, die Danny finden soll, ehe sie explodieren.
Dannys Partner Hank kann in der Zwischenzeit einen Zellengenossen von Miles ausfindig machen, der mittlerweile entlassen wurde. Als er diesen aufsuchen will, wird er von Miles umgebracht.
Für die Finalrunde hat Danny siebzehn Minuten Zeit, denn das wäre der Zeitpunkt als Miles’ Freundin starb. Da der Detective jedoch bei keiner Runde hätte gewinnen können, wird ihm klar, dass Miles einen ganz anderen Plan verfolgt als nur Rache. Durch sein Ablenkungsmanöver sind alle Aktivitäten auf das Finden der Geisel gerichtet. Dabei hat er einen Geldraub geplant und kapert dafür sogar einen Rettungshubschrauber. Mit einem waghalsigen Sprung bringt sich Danny an Bord, überwältigt Miles und springt mit Molly aus dem Helikopter, der anschließend mit Miles und seiner Beute explodiert.

## Produktion
Zwölf Runden wurde von Midnight Sun Pictures, The Mark Gordon Company und Fox Atomic in Zusammenarbeit mit WWE Studios produziert. Die Dreharbeiten dauerten vom 25. Februar bis zum 12. Mai 2008 an und entstanden in New Orleans, Louisiana. Das Budget beträgt geschätzte 22 Mio. US-Dollar. Am Eröffnungswochenende spielte der Film in den Vereinigten Staaten über 5,32 Mio. US-Dollar ein. Als Distributor für Zwölf Runden ist 20th Century Fox verantwortlich. Der Film spielte in den Kinos weltweit rund 17 Millionen US-Dollar ein, davon 12 Millionen US-Dollar in den USA.

### Veröffentlichungen
Zwölf Runden erschien als Erstes am 19. März 2009 in Australien. Am 27. März lief der Film in den US-amerikanischen Kinos an und ab dem 28. Mai 2009 wurde der Film in den deutschen Kinos aufgeführt. Als Direct-to-DVD erschien der Film in Island, Ungarn, Schweden, Niederlande, Argentinien, Japan und Südkorea. Der Actionfilm wurde zudem auf VHS, DVD, Blu-ray und UMD veröffentlicht. Der Film war in Deutschland auch als Doppel-DVD mit 96 Hours käuflich zu erwerben. Im Pay-TV wurde der Actionfilm auf Sky am 24. September 2010 ausgestrahlt. Im deutschsprachigen Raum wurde der Film am 21. August 2011 als erstes auf RTL ausgestrahlt und in der Woche darauf, am 29. August, im ORF.

### Versionen
Die Langfassung, als einzige in Deutschland käuflich zu erwerben, bekam von der FSK eine Freigabe ab 12. Die einige – zumeist gewalt- und actionhaltige – Szenen kürzere Kinofassung bekam eine Freigabe ab 16. Anders als beim ähnlichen Fall von Jennifer’s Body ist die Langfassung von Zwölf Runden einfach nur länger und enthält kein alternatives Material. Um die Kinofassung zur Hauptsendezeit im Free-TV zeigen zu können, musste RTL diese daher noch weiter kürzen.

### Musik
Die Filmmusik für 12 Rounds wurde von Trevor Rabin komponiert, der bereits in früheren Filmen wie Deep Blue Sea und Exorzist: Der Anfang mit Regisseur Renny Harlin zusammengearbeitet hat. Aufgenommen wurde die Musik zusammen mit der Hollywood Studio Symphony bei der Eastwood Scoring Stage in den Warner Brothers Studios.

## Deutsche Synchronfassung
Die deutsche Synchronbearbeitung entstand bei RC Production in Berlin. Sven Hasper schrieb das Dialogbuch und führte Dialogregie.
| Darsteller       | Deutscher Sprecher  | Rolle         |
| ---------------- | ------------------- | ------------- |
| John Cena        | Dennis Schmidt-Foß  | Danny Fisher  |
| Aidan Gillen     | Axel Malzacher      | Miles Jackson |
| Ashley Scott     | Giuliana Jakobeit   | Molly Porter  |
| Steve Harris     | Charles Rettinghaus | George Aiken  |
| Brian J. White   | Robin Kahnmeyer     | Hank Carver   |
| Gonzalo Menendez | Boris Tessmann      | Ray Santiago  |
| Taylor Cole      | Vera Teltz          | Erica Kessen  |

## Fortsetzungen
Am 3. August 2012 gab Randy Orton bekannt, dass er der Hauptdarsteller in der Fortsetzung sein wird. Der Film wurde Anfang Juni als 12 Rounds 2: Reloaded als Direct-to-DVD-Produktion veröffentlicht. Der deutsche Titel lautet Zwölf Runden 2 – Reloaded. 2015 entstand mit 12 Rounds 3: Lockdown eine weitere Fortsetzung.

## Kritik
„Ein routiniertes Actionspektakel der Kategorie B, das kaum Interesse an seinen Charakteren zu wecken versteht und sich in ermüdenden Verfolgungsjagden verstrickt.“

„Fazit: „Zwölf Runden“ ist streckenweise spannend und wartet mit straff inszenierter Action auf, doch der atemlose Plot ist Gift für einen derart unerfahrenen Schauspieler wie Wrestling-Star John Cena. Um wie seine Idole Bruce Willis oder Arnold Schwarzenegger verehrt zu werden, ist er einige Jahrzehnte zu spät dran. Sein offensichtliches Ziel, mittels Sport-, Musik- und Schauspielkarriere zum nächsten Hulk Hogan zu avancieren, sollte Cena besser frühzeitig aufgeben. Denn einen Wrestler zur Hauptfigur eines Films zu machen, ist nur dann oscarverdächtig, wenn er von Mickey Rourke gespielt wird.“

„Schlampig inszenierter Actionfilm, dessen Hauptdarsteller, ein Wrestling-Star, die Schwächen von Drehbuch, Kamera und lärmender Tonspur nie überspielen kann.“